# ペイエット郡 (アイダホ州)
ペイエット郡（英: Payette County）は、アメリカ合衆国アイダホ州の西部州境に位置する郡である。2010年国勢調査での人口は22,623人である。郡庁所在地はペイエット市（人口7,433人）であり、同郡で人口最大の都市でもある。1917年2月28日に設立され、郡名はペイエット川から採られており、この川は1818年にこの地域に初めて入った白人であり、北西会社の毛皮交易業者だったフランス系カナダ人フランソワ・ペイエットに因んで名付けられた。
郡内には絶滅が危惧種されるアイダホジリスが生息している。
西郡境はオレゴン州に接しており、同州オンタリオ市を中心とするオンタリオ小都市圏に属している。

## 地理
ペイエット郡はアイダホ州で最も面積が小さい郡である。アメリカ合衆国国勢調査局に拠れば、郡域全面積は410.19平方マイル (1,062.4 km2)であり、このうち陸地は407.52平方マイル (1,055.5 km2)、水域は2.67平方マイル (6.96 km2)で水域率は0.65％である。

### 隣接する郡
- ワシントン郡 - 北
- ジェム郡 - 東
- キャニオン郡 - 南
- マルヒュア郡 (オレゴン州) - 西

### 国立保護地域
- ディアフラット国立野生生物保護区（部分）

### 川
- スネーク川
- ペイエット川

### 高規格道路
- - アメリカ国道95号線
- - アメリカ国道30号線
- - 州間高速道路西84号線
- - アイダホ州道52号線
- - アイダホ州道71号線

## 人口動態
以下は2000年の国勢調査による人口統計データである。
| 基礎データ - 人口: 20,578人 - 世帯数: 7,371 世帯 - 家族数: 5,572 家族 - 人口密度: 20人/km2（50人/mi2） - 住居数: 7,949軒 - 住居密度: 8軒/km2（20/mi2） 人種別人口構成 - 白人: 90.25% - アフリカン・アメリカン: 0.10% - ネイティブ・アメリカン: 0.87% - アジア人: 0.85% - 太平洋諸島系: 0.03% - その他の人種: 5.57% - 混血: 2.33% - ヒスパニック・ラテン系: 11.92% 先祖による構成 - ドイツ系：19.5％ - イギリス系：13.5％ - アメリカ人：12.3％ - アイルランド系：8.3％ | 年齢別人口構成 - 18歳未満: 30.6% - 18-24歳: 7.9% - 25-44歳: 26.6% - 45-64歳: 21.7% - 65歳以上: 13.2% - 年齢の中央値: 34歳 - 性比（女性100人あたり男性の人口） - 総人口: 98.3 - 18歳以上: 94.8 世帯と家族（対世帯数） - 18歳未満の子供がいる: 37.7% - 結婚・同居している夫婦: 62.0% - 未婚・離婚・死別女性が世帯主: 9.3% - 非家族世帯: 24.4% - 単身世帯: 20.6% - 65歳以上の老人1人暮らし: 9.5% - 平均構成人数 - 世帯: 2.78人 - 家族: 3.21人 収入と家計 - 収入の中央値 - 世帯: 33,046米ドル - 家族: 37,430米ドル - 性別 - 男性: 30,641米ドル - 女性: 21,421米ドル - 人口1人あたり収入: 14,924米ドル - 貧困線以下 - 対人口: 13.2% - 対家族数: 9.7% - 18歳未満: 16.7% - 65歳以上: 12.2% |

## 都市と町
- フルートランド
- ニュープリマス
- ペイエット - 郡庁所在地

## 教育
郡内には3つの教育学区がある。
- 371 ペイエット合同教育学区
- 372 ニュープリマス教育学区
- 373 フルートランド教育学区

### 371 ペイエット合同教育学区
- ペイエット高校
- マケイン中学校
- ペイエット小学校
- ウェストサイド小学校
- ペイエット夜間学校

### 372 ニュープリマス教育学区
- ニュープリマス高校
- ニュープリマス中学校
- ニュープリマス小学校

### 373 フルートランド教育学区
- フルートランド高校
- フルートランド中学校
- フルートランド小学校

- フルートランド・オルターナティブスクール